# 吹き荒ぶ風
『吹き荒ぶ風』（ふきすさぶかぜ、Blowing Wild）は1953年のアメリカ合衆国の映画。出演はゲイリー・クーパーやバーバラ・スタンウィックなど。主題歌はフランキー・レインが歌唱した。

## キャスト
※括弧内は日本語吹替（テレビ版）
- ジェフ・ドーソン：ゲイリー・クーパー（黒沢良）
- マリナ・コンウェイ：バーバラ・スタンウィック（来宮良子）
- サル・ドネリー：ルース・ローマン（寺島信子）
- パコ：アンソニー・クイン（金井大）
- ダッチ・ピーターソン：ワード・ボンド（寺田彦右）

## スタッフ
- 監督：ヒューゴ・フレゴネーズ
- 製作：ミルトン・スパーリング
- 脚本：フィリップ・ヨーダン
- 撮影：シド・ヒコックス
- 音楽：ディミトリ・ティオムキン
- 主題歌：フランキー・レイン「Blowing Wild」（作詞:ポール・フランシス・ウェブスター、作曲:ディミトリ・ティオムキン）